# Pueblo Ferrer
Pueblo Ferrer ou Ferrer est une ville de l'Uruguay située dans le département de Florida. Sa population est de seulement 8 habitants.

## Infrastructure
La ville est reliée par la route 41 (Ruta 41).

## Population
| Année | Population |
| ----- | ---------- |
| 2004  | 8          |

Référence,.